# Phasia atratella
Phasia atratella là một loài ruồi trong họ Tachinidae.